# Dag '80, hallo '81
Dag '80, hallo '81 was een Nederlands televisieprogramma dat op oudejaarsavond 1980 werd uitgezonden door de TROS.
Al sinds 1965 werd elk jaar door de NOS van 23.45 tot 1.30 uur het programma Geprolongeerd uitgezonden met fragmenten uit amusementsprogramma's van het afgelopen jaar.
Rond de jaarwisseling 1980/81 werd voor het eerst een echte nieuwjaarsshow uitgezonden, waarvan een deel voor en een deel na middernacht. Het programma werd gepresenteerd door André van Duin die diverse bekende en onbekende Nederlanders ontving.
Spraakmakend was het interview met Joop den Uyl waarin Van Duin met hem in gesprek ging op zijn geheel eigen wijze, waarbij de politicus eens van een geheel andere kant gezien werd. Verder waren er ook gesprekken met onder meer Wim Bosboom, Viola van Emmenes, Willem van Hanegem, Ed Nijpels en Piet Schrijvers.
Daarnaast waren er sketches en was er een persiflage (Hee hallo 1981) op het nummer You're the greatest lover van Luv' door de Luv Dolls, bestaande uit Nico Haak, Henk Molenberg, Ton van Kluyve en André Hazes.
Verder waren er optredens van andere artiesten, waaronder Willeke Alberti, Ron Brandsteder met Bella Beer, Bonnie St. Claire, André Hazes, Nico Haak, Lenny Kuhr en Imca Marina. Ook Bueno de Mesquita was te zien tijdens dit programma. Verder waren Bassie en Adriaan te zien. Harry Dikmans trad op als sneltekenaar.
Op 31 december 1983 keerde het programma eenmalig terug, nu onder de titel Dag '83, hallo '84.